# مایدان سوپوتسکی دروگی
مایدان سوپوتسکی دروگی (به لاتین: Majdan Sopocki Drugi) یک روستا در لهستان است که در گمینا سوشتس واقع شده‌است. مایدان سوپوتسکی دروگی ۷۱۲ نفر جمعیت دارد.